# Accrescitivo
L'accrescitivo o forma accrescitiva in linguistica è un fenomeno di alterazione che prevede l'uso di suffissi atti a trasmettere un senso di grandezza, maggiore intensità dell'oggetto di cui si parla o per esprimere concetti di qualcosa di grottesco, con effetto peggiorativo.
L'accrescitivo ha come opposto il diminutivo.
Mentre molte lingue applicano l'accrescitivo grammaticale ai nomi, altre lo usano anche per gli aggettivi e per altre parti del discorso come i verbi.
Nei sostantivi femminili, l'accrescitivo è generalmente accompagnato dal mutamento di genere (il donnone).
D'altronde, sia l'accrescitivo che il diminutivo interagiscono in diversi modi con il genere dei sostantivi: tra l'altro si può formare sporadicamente il femminile usando un diminutivo (gallo-gallina), oppure il maschile usando un accrescitivo (capra-caprone).

## Suffissi in italiano
Nella lingua italiana l'accrescitivo si esprime con i suffissi -one per il maschile, e -ona per il femminile (es: paese-paesone; sudicia-sudiciona), anche se spesso i sostantivi femminili hanno l'accrescitivo al maschile (es: porta-portone).
Alcune parole della lingua italiana, soprattutto in ambito culinario, derivano da accrescitivi (cfr. prestito linguistico): è il caso di minestrone (da minestra) o provolone (da provola).